# Al-Barka
Al-Barka é um município de  - na província Basilan, nas Filipinas. De acordo com o censo de 1 de maio  de  2020 possui uma população de 23 736 pessoas e 4 221 domicílios.